# Wild Orchid (película)
Wild Orchid es una película de 1989 protagonizada por Mickey Rourke, Carré Otis, Jacqueline Bisset, Bruce Greenwood y Assumpta Serna. Dirigida por Zalman King y con un guion de King y Patricia Louisiana Knopp, la historia sigue a una joven abogada que, durante un viaje a Río de Janeiro, se ve atraída por un millonario, dando lugar a una serie de encuentros eróticos.

## Trama
Emily Reed viaja a Nueva York para una entrevista con un bufete de abogados, que le ofrece un trabajo si vuela a Río de Janeiro a la mañana siguiente. Emily acepta y conoce a Claudia Dennis, una de las principales ejecutivas del bufete. Llegan a Río para finalizar la compra de un hotel, pero Claudia debe volar a Buenos Aires para reunirse con el dueño. Claudia le pide a Emily que la sustituya en su cita de esa noche, que es con un hombre rico llamado James Wheeler. Cenan acompañados por los guardaespaldas de Wheeler.
Wheeler intriga a Emily; es callado y hace preguntas personales sin ser exigente ni grosero. Después de la cena, asisten a un carnaval callejero. Emily se va después de que un hombre enmascarado que se parece a Wheeler intenta seducirla. A la mañana siguiente, Emily se despierta y encuentra a Wheeler observándola. Él le da un ramo de orquídeas y niega haberle hecho avances la noche anterior. Como disculpa, le ofrece mostrarle la ciudad. Asisten a una fiesta con una pareja casada que notaron en el restaurante. Marineros en la fiesta acosan a la esposa; Wheeler los enfrenta, y él, Emily y la pareja se van en su limusina. La pareja tiene problemas debido a la infidelidad de la esposa. Ella quiere reconciliarse con su marido. Wheeler anima a la pareja a tener sexo en la limusina. Emily encuentra sus acciones perturbadoras. Emily y Wheeler visitan el hotel que su bufete quiere comprar, y ella le dice a Wheeler que teme que él desaparecería si lo tocara. Cuando Emily abraza a Wheeler, él se aparta, diciéndole que no le gusta que lo toquen.
Esa noche, Emily se viste para las festividades del carnaval y un hombre enmascarado le ofrece la llave de su habitación. Wheeler la anima a aceptar. Ella se da cuenta de que Wheeler es incapaz de actuar según sus propias emociones y trata de experimentar la pasión a través de los demás. Emily acepta la propuesta del extraño y tiene sexo con él.
Claudia regresa a Río con el dueño del hotel y organiza una reunión en el aeropuerto. Emily se siente humillada al descubrir que Jerome, el abogado del dueño, es el extraño con el que se acostó; Jerome usa su encuentro para intimidar a Emily y obtener un mejor trato. Claudia descubre la verdad y usa la información para amenazar a Jerome; si no completa el trato, ella le contará a su esposa sobre la aventura. Después de la reunión, Claudia le pregunta a Emily sobre Wheeler. Le dice a Emily que Wheeler fue hijo único, tartamudeaba y es un hombre hecho a sí mismo. Claudia confiesa que ha estado obsesionada con Wheeler durante mucho tiempo, pero él nunca la ha tocado. Los asistentes de Claudia le informan que un hombre compró la escritura del hotel antes de que se finalizara el trato; ambas mujeres se dan cuenta de que fue Wheeler, quien lo confirma. Claudia procede con la venta del hotel, esperando eludir las acciones de James.
Claudia organiza una fiesta para conmemorar la venta del hotel. A la mañana siguiente, invita a un joven surfista a su habitación y le pide a Emily que traduzca lo que dice el surfista portugués. Claudia y el surfista están a punto de tener sexo (implicando que Emily es libre de unirse a ellos) cuando Wheeler los interrumpe. Emily acusa a Wheeler de manipular a las personas para decepcionarlo y luego desecharlas. Él responde que nunca manipula a nadie; ellos lo decepcionan por su propia cuenta. Luego, un paquete es entregado a la habitación de Emily; Wheeler ha firmado la escritura del hotel, salvando el trato. Emily encuentra a Wheeler y le dice que lo ama, pero se va cuando él no responde.
Esa noche, Emily regresa a su habitación, donde Wheeler la está esperando. Él le dice a Emily que después de acumular riqueza, las mujeres se sintieron atraídas por él, y empezó a jugar juegos para mantener las cosas interesantes. Los juegos se convirtieron en un modo de vida, y no puede dejar de jugarlos. Emily anima a James a acercarse a ella, ofreciéndole su amor si hace un esfuerzo por tocarla. Al principio, él se resiste, pero la abraza cuando piensa que ella lo dejará. Los dos se abrazan y tienen sexo. Luego, se alejan en una motocicleta juntos.

## Elenco
- Mickey Rourke
- Carré Otis
- Jacqueline Bisset
- Bruce Greenwood
- Assumpta Serna